# Hermosillo
Hermosillo is de hoofdstad van de Mexicaanse deelstaat Sonora. Hermosillo heeft 641.791 inwoners (census 2005) en is de hoofdplaats van de gemeente Hermosillo.
Hermosillo werd gesticht in 1700 als Pitic, op de plaats van een nederzetting van Seri-indianen. In 1828 werd de stad naar José María González de Hermosillo, een onafhankelijkheidsstrijder uit Sonora, genoemd. In 1879 werd Hermosillo de hoofdstad van Sonora.
In 1915, tijdens de Mexicaanse Revolutie was Hermosillo gedurende vijf maanden de zetel van de tegenregering van Venustiano Carranza. Na de scheuring in het revolutionaire leiderschap poogde Pancho Villa Hermosillo op Carranza's constitutionalisten te veroveren, doch deze aanval mislukte.
Tussen 2000 en 2005 registreerde Hermosillo een jaarlijkse bevolkingsgroei van 3,13%, waarmee het een van de snelstgroeiende steden van Mexico is. Deze bevolkingsgroei is vooral te danken aan immigratie wegens het gunstige economische klimaat. De belangrijkste bron van inkomsten is de industrie, en dan met name de automobielindustrie (Ford).

## Geboren
- Jesús Manuel Corona (1993), voetballer
- César Montes (1997), voetballer